# 興和物産
興和物産株式会社（こうわぶっさん）は、かつて存在した日本の不動産会社。1999年倒産。

## 概要
1969年7月に創業。かつては宅地分譲を専売とし、バブル期を経て一戸建て住宅・マンションのデベロッパー事業を手がけるようになる。千葉県市原市の「ウッドパークちはら台駅前」、流山市の「ウッドパーク初石駅前」など関東地方郊外のマンション販売で大きな実績を挙げ、都内でもビルの賃貸などを手がけていたが、不良在庫の影響やマンションの共同開発を行っていたゼネコン・大都工業株式会社の倒産により負債が発生し経営難に陥る。その後1999年4月22日に東京地方裁判所へ会社整理を申請、破産した。2000年2月25日、商法整理開始が決定。